# Lucio Vagelio
Lucio Vagelio (en latín Lucius Vagellius) fue un senador romano del siglo I, cuya carrera se desarrolló bajo los imperios de Tiberio, Calígula y Claudio.

## Carrera política
Su único cargo conocido fue el de consul suffectus entre septiembre y octubre de 47, bajo Claudio.